# Dorsochaeta setulipennis
Dorsochaeta setulipennis är en tvåvingeart som beskrevs av Borgmeier och Prado 1975. Dorsochaeta setulipennis ingår i släktet Dorsochaeta och familjen puckelflugor. Inga underarter finns listade i Catalogue of Life.